# アマーリア・アヴ・スヴェーリエ
アマーリア・マリア・シャルロッタ・アヴ・スヴェーリエ（Amalia Maria Charlotta av Sverige, 1805年2月22日 - 1853年8月31日）は、スウェーデンの王女。グスタフ4世・アドルフ王と王妃フレドリカの間の第4子、次女。
王家のガヴァネスを務めるシャルロッテ・シェルネル伯爵夫人の監督下で、兄姉たちと一緒に養育された。1809年クーデタで父王が廃位・追放されたため、家族で母の郷里バーデン大公国に移り、同地で育った。アマーリアはくる病に由来する身体障害のため生涯独身を通した。音楽に関心が深く、オペラ歌手ジェニー・リンドと交友を持った。

## 引用
1. ↑  Amalia Charlotta i Wilhelmina Stålberg, Anteckningar om svenska qvinnor (1864)
2. ↑  Ulf Sundberg Kungliga släktband ISBN 91-85057-48-7 s. 187